# Список найвеличніших науково-фантастичних творів (Гері К. Вольф)
Список найвеличніших науково-фантастичних творів (англ. «Great Science Fiction Works») — список найкращих науково-фантастичних творів, сформований у 2016 році помітним американським критиком-фантастикознавцем професором Гері К. Вольфом) та наведений у його книзі «Які науково-фантастичні твори є найвеличнішими?» (англ. «How Great Science Fiction Works?», 2016), . Список містить основоположні та класичні твори на думку автора. Список охоплює широкий період науково-фантастичної творчості від 1516 до 2015 року включно, проте перважна більшість творів припадає на часи «Золотого століття наукової фантастики», «Нової хвилі наукової фантастики» та сучасності, тобто від 1940 року. Переважна більшість книг є романами, кількість збірок є незначною. Серед усіх творів переважають книги американських та британських авторів, проте є також книги громадянина Шрі-Ланки Артура Кларка та громадянина Литви Альгіса Будріса, по одній книзі уродженки Ямайки Нало Гопкінсон та ізраїлетянина Леві Тідгара, а також низка науково-фантастичних творів канадських авторів. Ще 4 книги є неангломовними, їх авторами є німець Томас Мор, француз Жуль Верн, чех Карел Чапек та уродженець Львова польський письменник Станіслав Лем.
Нижче в алфавітному порядку (за назвою твору) наведено перелік найвеличніших науково-фантастичних книг на думку Гері К. Вольфа (2016 рік):
1. Рей Бредбері (англ. Ray Bradbury)  — «451 градус за Фаренгейтом» (англ. «Fahrenheit 451», скор. 1950 як «Пожежник», 1953, доп. 1979)  (США)
2. Джордж Орвелл (англ. George Orwell) «1984» (англ. «1984», 1948)
3. Артур Кларк (англ. Arthur C. Clarke) ««2001: Космічна одісея» (англ. «2001: A Space Odyssey», 1968) (Шрі-Ланка)
4. Брюс Стерлінг (англ. Bruce Sterling)  — «Zeitgeist: Дух часу» (англ. «Zeitgeist», 2000),  (США)
5. Джеймс Баллард (англ. J. G. Ballard)  «Аварія» (англ. «Vermilion Sands», 1971)  (Велика Британія)
6. Кім Стенлі Робінсон (англ. Kim Stanley Robinson)  «Аврора[en]» (англ. «Aurora», 2015),  (США)
7. Фріц Лайбер «Безмежний час» (англ. «The Big Time», 1958),  (США)
8. Теодор Стерджон (англ. Theodore Sturgeon)  — «Більше ніж люди» (англ. «More Than Human», 1953) (США)
9. Ґрегорі Бенфорд (англ. Gregory Benford)  «В океані ночі» (англ. «In the Ocean of Night», 1977),  (США)
10. Джек Фінні (англ. Jack Finney)  «Викрадачі тіл» (англ. «The Body Snatchers», 2015),  (США)
11. Герберт Дж. Веллс (англ. H. G. Wells) «Війна світів» (англ. «The War of the Worlds», 1898)  (Велика Британія)
12. Джо Голдеман (англ. Joe Haldeman)  — «Вічна війна» (англ. «Forever Peace», 1972-74; 1974),  (США)
13. Паоло Бачігалупі  (англ. Paolo Bacigalupi)  «Водяний ніж[en]» (англ. «The Water Knife», 2015),  (США)
14. Мері Доріа Расселл (англ. Mary Doria Russell)  «Горобець[en]» (англ. «The Sparrow», 1996); (США)
15. Кормак Маккарті (англ. Cormac McCarthy)  — «Дорога» (англ. «The Road», 2006),  (США)
16. Френк Герберт (англ. Frank Herbert) «Дюна» (англ. «Dune», 1963/64),  (США)
17. Стівен Бекстер (англ. Stephen Baxter) «Еволюція[en]» (англ. «Evolution», 2002),   (Велика Британія)
18. Едвард Елмер Сміт (англ. Edward E. Smith)  «Жайворонок космосу[en]» (англ. «The Word for World Is Forest», 1928),  (США)
19. Джоанна Расс (англ. Joanna Russ)  «Жіночий чоловік» (англ. «The Female Man»),  (США)
20. Жуль Верн (фр. Jules Verne) «З Землі на Місяць» (англ. «De la terre à la lune», 1865),  (Франція)
21. «Зал Слави наукової фантастики, том 1: 1929–1964[en]» (антологія, за редакцією Роберта Сілвеберга) (англ. «The Science Fiction Hall of Fame, Volume One, 1929–1964», 1970),  (США)
22. Ієн Бенкс (англ. Iain M. Banks)  «Згадай Флеба» (англ. «Consider Phlebas», 1987),  (Велика Британія)
23. Джордж Ріппі Стюарт — (англ. George R. Stewart)  «Земля потерпає» (англ. «Earth Abides», 1949),  (США)
24. Альфред Бестер (англ. Alfred Bester)  «Зірки — мета моя» (англ. «The Stars My Destination», 1956),  (США)
25. Томас Мор (англ. Thomas More) (англ. Thomas More) «Золота книжечка, така ж корисна, як і забавна, про найкращий устрій держави і про новий острів Утопія» (лат. «Libellus vere aureus, nec minus salutaris quam festivus, de optimo rei publicae statu deque nova insula Utopia», 1516),  (Велика Британія)
26. Джеймс Тіптрі-молодший (англ. James Tiptree, Jr.)  «Її дим здіймався вічно: великі роки Джеймса Тіптрі-молодшого[en]» (англ. «Her Smoke Rose Up Forever: The Great Years of James Tiptree, Jr.», 1990),  (США)
27. Волтер Міллер-молодший (англ. Walter M. Miller, Jr.) «Кантата за Лейбовіцем» (англ. «A Canticle for Leibowitz», 1959),  (США)
28. Деніел Кіз (англ. Daniel Keyes) «Квіти для Елджернона» (англ. Flowers for Algernon», 1966),  (США)
29. Артур Кларк (англ. Arthur C. Clarke)  — «Кінець дитинства» (англ. «Childhood's End» (1950) як «Янгол-охоронець» (Guardian Angel), доп. та переробл. [1953])  (Велика Британія), (Шрі-Ланка)
30. Стівен Бекстер (англ. Stephen Baxter)  «Кільце» (англ. «Ring», 1994),  (Велика Британія)
31. Джин Вулф (англ. Gene Wolf)  — «Книга нового Сонця» (англ. «The Book of the New Sun», 1980-1983)  (США)
32. Конні Вілліс (англ. Connie Willis)  «Книга Судного дня» (англ. «Doomsday Book», 1992),  (США)
33. Нало Гопкінсон (англ. Nalo Hopkinson)  «Коричнева дівчина у кільці» (англ. «Brown Girl in the Ring (novel)», 1998),  (Ямайка), (Канада)
34. Елестер Рейнолдс (англ. Alastair Reynolds)  «Космос одкровень[en]» (англ. «Revelation Space», 2000)
35. Ніл Стівенсон (англ. Neal Stephenson) «Лавина»  (англ. «Snow Crash», 1992),  (США)
36. Урсула Ле Гуїн (англ. Ursula K. Le Guin) «Ліва рука темряви» (англ. The Left Hand of Darkness, 1969),  (США)
37. Філіп Дік (англ. Philip K. Dick) «Людина у високому замку» (англ. The Man in the High Castle, 1962),  (США)
38. Річард Метісон (англ. Richard Matheson)  — «Людина, що зменшується» (англ. «The Shrinking Man», 1955) (США)
39. Рей Бредбері (англ. Ray Bradbury)  «Марсіанські хроніки» (англ. «The Martian Chronicles», 1946-1950; 1950)  (США)
40. Герберт Дж. Веллс (англ. H. G. Wells) «Машина часу» (англ. «The Time Machine»», 1895)  (Велика Британія)
41. Євген Замятін (рос. Yevgeny Zamyatin) «Ми» (рос. «Мы», 1924)  (Росія)
42. Джеймс Бліш (англ. James Blish) тетралогія «Міста у польоті[en]»  (англ. «Cities in Flight», 1950-1962; 1970),  (США)
43. Артур Кларк (англ. Arthur C. Clarke)  «Місто та зірки» (англ. «The City and the Stars», 1956}}),  (Шрі-Ланка)
44. Альгіс Будріс (англ. Algis Budrys) (англ. Algis Buldrys)  „Місяць-пустунець“ (англ. «Rogue Moon, 1960),  (США)
45. Вільям Ґібсон (англ. William Gibson)  «Нейромант» (англ. «Neuromancer», 1984),  (Канада)
46. Маргарет Етвуд (англ. Margaret Atwood) «Оповідь служниці» (англ. «The Handmaid's Tale», 1985),  (Канада)
47. Леві Тідгар (англ. Lavie Tidhar) «Осама» (англ. «Osama», 2011),  (Ізраїль)
48. Олаф Стейплдон (англ. Olaf Stapledon) «Останні і перші люди» (англ. «Last and First Men: A Story of the Near and Far Future»,  1930)  (Велика Британія)
49. Роберт Гайнлайн (англ. Robert A. Heinlein)«Пасинки Всесвіту» (англ. Orphans of the Sky, 1941, 1963 - в одному томі),  (США)
50. Роберт Е. Гайнлайн (англ. Robert A. Heinlein) «Піхотинці зорельоту» (англ. «Starship Troopers», 1959),  (США)
51. Артур Кларк «Побачення з Рамою» (англ. «Rendezvous With Rama», 1973),   (Шрі-Ланка)
52. Джон Браннер (англ. John Brunner)  «Поглянули агнці вгору» (англ. «The Sheep Look Up», 1972),  (Велика Британія)
53. Роберт Е. Гайнлайн (англ. Robert A. Heinlein) «Подвійна зірка» (англ. «Double Star», 1955),  (США)
54. Едгар Райс Берроуз (англ. Edgar Rice Burroughs)  «Принцеса Марса» (англ. «A Princess of Mars », 1912),  (США)
55. Сюзі Маккі Чарнас (англ. Suzy Mckee Charnas)  «Прогулянка до межі світу» (англ. «Walk to the End of the World_ by Suzy Mckee Charnas», 1974),  (США)
56. Карел Чапек  (англ. Karel Capek) «Р.У.Р.» (чеськ. R.U.R., 1920),  (Чехія)
57. Карен Джой Фаулер (англ. Karen Joy Fowler)  — «Сара Канарка» (англ. «Sarah Canary, 1991),  (США)
58. Роберт Сілверберг «Світ зсередини» (англ. «The World Inside», 1970-71)  (США)
59. М. Джон Гаррісон[en] (англ. M. John Harrison)  — «Світло[en]» (англ. «Light», 2002),  (Велика Британія)
60. Ніл Стівенсон (англ. Neal Stephenson) «Сімміс»  (англ. «Seveneves», 2015),  (США)
61. Альфред ван Вогт (англ. A. E. van Vogt) «Слен» (англ. «Slan», 1940),  (Канада)
62. Урсула Ле Ґуїн (англ. Ursula K. Le Guin) «Слово для світу — ліс» (англ. «The Word for World Is Forest», 1976),  (США)
63. Станіслав Лем (англ. Stanislaw Lem) «Соляріс» (пол. «Solaris», 1961),  (Польща)
64. Кім Стенлі Робінсон  (англ. Kim Stanley Robinson)  «Сорок ознак дощу[en]» (англ. «Forty Signs of Rain», 2015),  (США)
65. Джеймс Бліш (англ. James Blish) «Справа совісті» (англ. «A Case of Conscience», 1958)  (США)
66. Керолайн Черрі (англ. Carolyn Janice Cherry)  — «Станція нижче нікуди» (англ. «Downbelow Station», 1981),  (США)
67. Олаф Стейплдон (англ. Olaf Stapledon) «Творець зірок» (англ. «Star Maker», 1937),  (Велика Британія)
68. Фредерик Пол (англ. Frederik Pohl)  та Сиріл Корнблас — (англ. C. M. Kornbluth)  «Торговці космосом» (англ. The Space Merchants , 1952),  (США)
69. Лі Брекетт (англ. Leigh Brackett)  — «Тривале завтра» (англ. «The Long Tomorrow», 1955) (США)
70. Мері Шеллі (англ. Mary Shelley) «Франкенштейн, або Сучасний Прометей» (англ. Frankenstein: or, The Modern Prometheus, 1818),  (Велика Британія)
71. Айзек Азімов (англ. Isaac Asimov) трилогія «Фундація» (англ. «Fundation», 1941-50),  (США)
72. Альгіс Будріс (англ. Algis Buldrys)  — „Хто?“ (англ. «Who?, 1958) (США)
73. Джек Лондон (англ. Jack London)  «Джек Лондон, Червона чума та інші історії» (англ. «Jack London, The Scarlet Plague and Other Stories», 1903—1914; 1995),  (США)
74. Кім Стенлі Робінсон (англ. Kim Stanley Robinson)  «Червоний Марс» (англ. «Red Mars», 1992),  (США)
75. Роберт Е. Гайнлайн (англ. Robert A. Heinlein) «Чужинець у чужій землі» (англ. «Stranger in a Strange Land», 1961),  (США)
76. Айзек Азімов (англ. Isaac Asimov) «Я — робот» (англ. «I, robot», ;1950)),  (США)
77. Марк Твен (англ. Mark Twain)  «Янкі з Коннектикуту при дворі короля Артура» (англ. A Connecticut Yankee in King Arthur's Court, 1889),  (США)

Серед інших книг у вище наведеному переліку також вказано 6 романів, що включені автором до двотомного омнібусу «Американська наукова фантастика, 9 класичних романів 1950-х» (англ. «American Science Fiction: Nine Classic Novels of the 1950s», 2012),  (антологія, за редакцією Гері К. Вольфа), який увійшов до переліку Вольфа як окрема книга. Інші 3 з 9-ти романів антології були включені ним окремо у загальний список.